# Bonnie Rotten
Alaina James, född som Alaina Hicks den 9 maj 1993 i Cincinnati, Ohio, är en amerikansk före detta porrskådespelare, strippa och fetischmodell – känd under artistnamnet Bonnie Rotten. 2022 var hon aktiv som tävlingsskytt på elitnivå.
År 2014 blev hon den första "alt-porr-skådespelaren" att vinna AVN Award för årets skådespelerska.

## Biografi
Alaina James har sina rötter i Hamilton i norra Ohio och växte upp i Cincinnati längst i sydväst i delstaten. Hon är av italiensk, tysk, polsk och judisk börd.
Alaina James uppfostrades av sina farföräldrar. Hon säger att hennes första sexuella erfarenhet var som tolvåring, med en ett år äldre pojke, och hon hävdar att hennes första erfarenhet av sex med flera manliga partners var som 16-åring. Hon hade även återkommande erfarenheter av sexuella möten med sina olika flickvänner/väninnor.

### Karriär
Alaina James inledde sin karriär som en tatuerad fetischmodell, för tidningen Girls and Corpses och under artistnamnet Bonnie Rotten. Tidningen uppmärksammade henne efter att hon vunnit skönhetstävlingen Ms. Dead Indiana Beauty Pageant vid Indianapolis Days of the Dead-konventet. Detta förde henne till västkusten och AVN-mässan i Las Vegas, där hon träffade den som under de kommande tre åren skulle bli hennes manager.
Bonnie Rotten började arbeta som porrskådespelare i början av 2012. Hon hade dessförinnan verkat som fotomodell på olika bil- och motorcykelmässor. Fem dagar efter sin artonde födelsedag (2011) började hon som strippa med artistnamnet "Dixie". I sina strippframträdanden var hon alltid iklädd bikini med amerikanska flaggan och dansade endast till sydstatsrock.
I september 2012 lät hon genomföra en bröstförstoring. Den pornografiska karriären ägde i första hand rum mellan 2012 och 2016, bland annat med ett antal produktioner för Kink.com. En stor del av hennes framträdanden fokuserade på hennes förmåga till ejakulering (äkta eller fejk). Hon har själv sagt att hon lärt tekniken från sin kollega inom branschen Veronica Avluv. Hon säger att branschveteranen Nina Hartley bistod med avgörande hjälp till branschbytet från modellande till rena porrinspelningar.
Under sin porrkarriär noterades hon för sammanlagt 371 scener. Oftast samarbetade hon med bolagen Brazzers, Digital Playground och Evil Angel. Hon uppmärksammades återkommande för den energi och kraft hon uttryckte i sina framträdanden i filmer. Samtidigt deltog hon ofta i avancerade och extrema scener. Trots sitt yrkesval behöll hon goda relationer till sin familj.

### 2014 och 2015

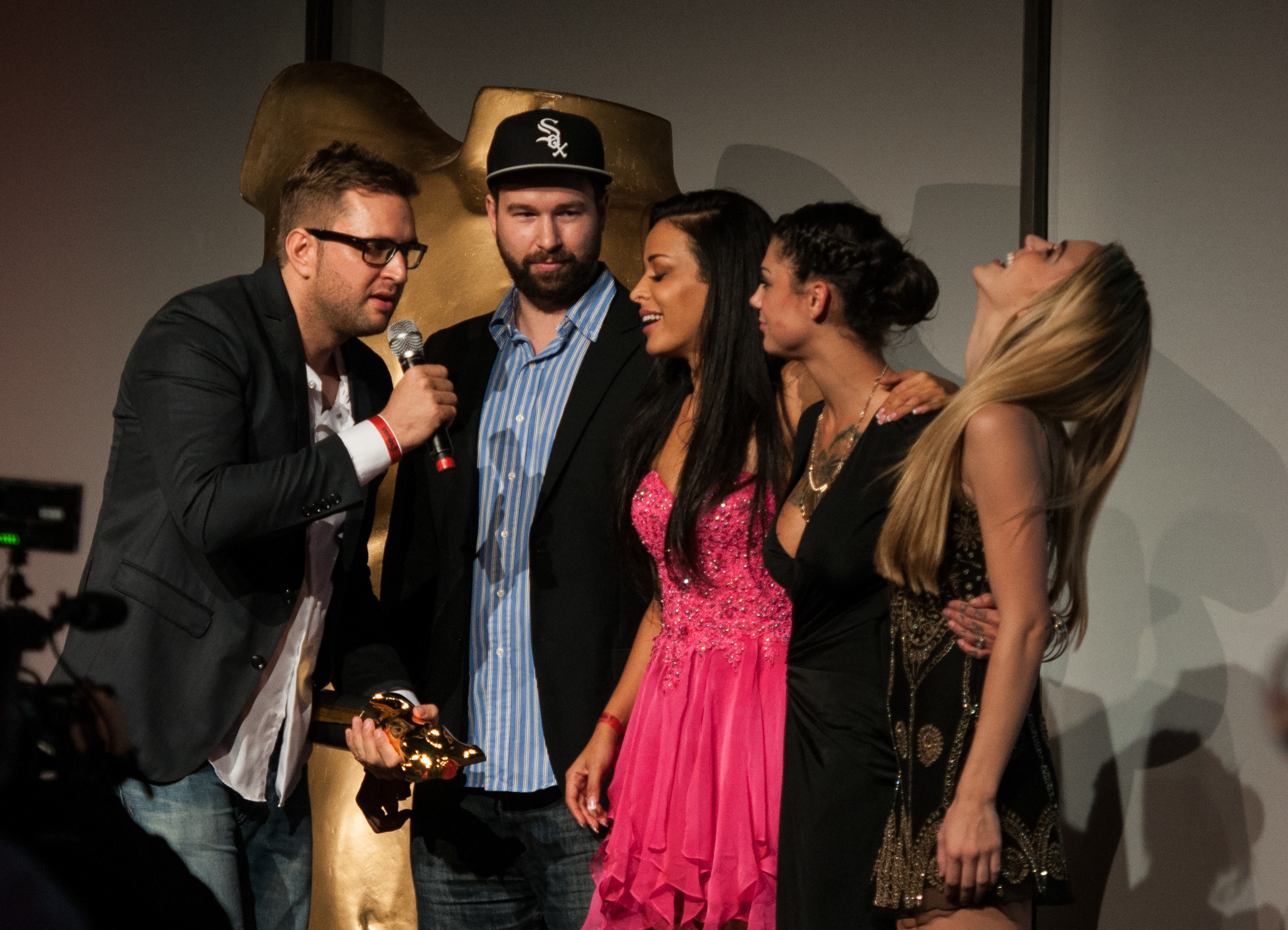
Bonnie Rotten (tvåa från höger) på Venus Awards i Berlin 2014.

År 2014 repriserade hon rollen som "Max Candy" i porrversionen av 1962 års Cape Fear. Hon nämnde Robert De Niros rolltolkning i 1991 års film som sin inspiration för rollen.
I maj 2014 stämde hon Max Hardcore, för att denne olovligen utnyttjat och missbrukat hennes identitet, i samband med en scen som de två spelat in två år tidigare. Både den och en senare stämning mot honom för trakasserier lämnades utan åtgärd av åklagaren. Max Hardcore gjorde även en motstämning angående bildrättigheter.
Under september månad 2014 inledde hon en marknadsföringsturné som inkluderade besök i Spanien, Sydafrika, Tyskland och Schweiz. En månad senare meddelade det tyska företaget Digital Sports Innovation att man nu sålde fyra olika Bonnie Rotten-figuriner – i storlek från 12,5 till 35 cm längd.
I februari 2015 meddelade sexleksakstillverkaren Pipedream att man saluförde "Bonnie Rotten Signature Collection", inklusive "Bonnie Rotten Fantasy Fuck Doll", "med riktigt hår, ett vackert ansikte efter avgjutning från Rottens eget och nästan alla hennes tatueringar". I april samma år väckte Rotten uppmärksamhet genom att gå topless på Times Square och Washington Square Park samt i New Yorks tunnelbana. Två månader senare utannonserade även fantasysport-företaget Draftster att de hade kontrakterat Rotten för exklusivt sponsorskap och marknadsföring.

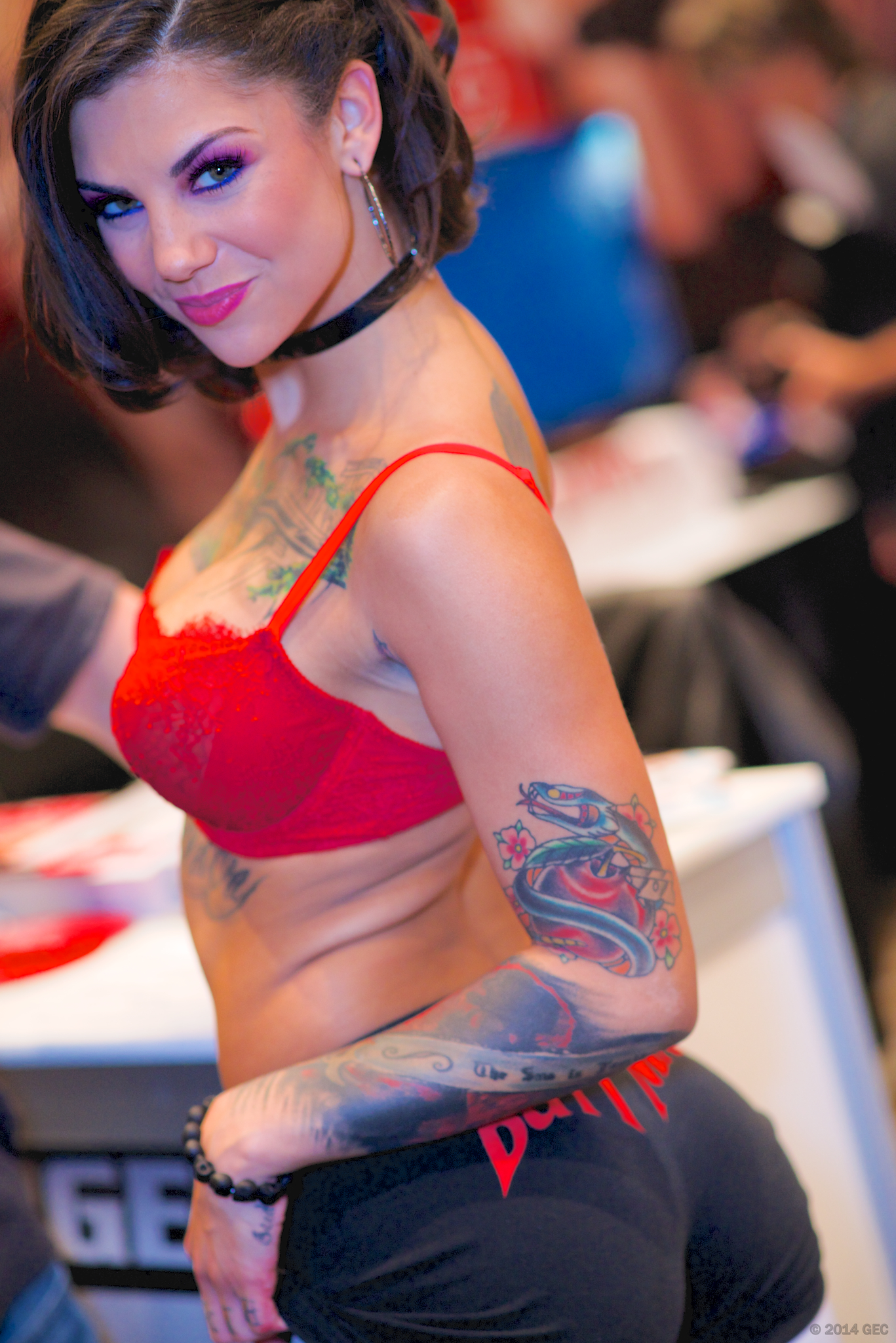
Bonnie Rotten, på AVN Expo 2014.

Under sin pornografiska karriär framträdde Bonnie Rotten återkommande som strippa, i olika städer.

### Andra aktiviteter, uppmärksamhet
Rotten medverkade, tillsammans med branschkollegorna Asphyxia Noir och London Keyes i musikvideon för sången "Kiss Land" av The Weeknd. I januari 2014 syntes hon i musikvideon för sången "Let's F**k" av Los Angeles-bandet Piece by Piece, vid sidan av bandet Terrors trummis Nick Jett.
År 2013 rankades hon av LA Weekly som femma på tidningens lista över "10 porrstjärnor som skulle kunna bli nästa Jenna Jameson". Hon placerades i januari 2014 på CNBC:s lista "The Dirty Dozen: Porn's Most Popular Stars". Samma år refererade The Daily Beast till henne som "just nu porrens Det-flicka", i en artikel om den årliga AVN Awards-galan där hon tog hem priset som årets porrskådespelerska. Veteranen Joey Silvera uttalade sig i sammanhanget om att porrbranschen hade "dött" men att "det ändå finns tillräckligt mycket magi kvar för att det ska göra någon skillnad för Bonnie om hon vinner".
I januari 2014 lanserade hon sitt eget produktionsbolag (Mental Beauty, Inc.), där hon skrev under ett distributionsavtal med Girlfriends Films. Hon gjorde sin debut som regissör med filmen To the Core och hon regisserade även Sisters of Anarchy för bolaget Digital Playground. Mellan 2014 och 2016 regisserade hon sammanlagt 20 porrvideor. Efter flera års avbrott för bland annat föräldraledighet återkom hon tillfälligt 2018 till porrbranschen, på ett ettårigt kontrakt för Brazzers.
På senare år har hon istället inlett en karriär som tävlingsskytt, bland annat i tävlingar med AK-47. Där tävlar hon under sitt civila namn, sedan giftermålet 2022 som Alaina James.
Alaina James nya skyttekarriär har parats med tillbakablickar på sin egen karriär inom porrbranschen. Hon har sagt att hennes manager kontrollerade hennes arbete för mycket, liksom att den hektiska perioden med mycket resande gjorde det svårt att behålla kontakten med släkt och vänner. I ungdomen hade hon romantiserande tankar om Hustler – även den med rötterna i Ohio.

### Tatueringar

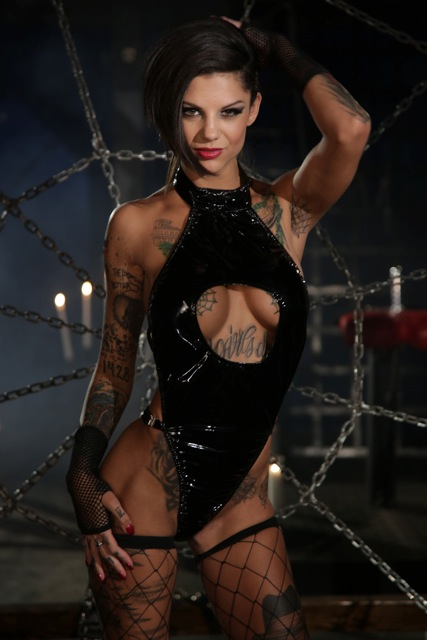
Foto av Bonnie Rotten, med flera av hennes tatueringar synliga.

Hon har över 30 tatueringar, och hennes artistnamn kommer från en "pinupp-zombie" som hon har intatuerad på sin högra vad. På magen finns en zombie från serietidningen Night of the Living Dead: The Beginning, Issue 1; den var hennes första tatuering och tog 13 timmar att färdigställa. På ett av benen finns även en tatuering av Frank Sinatra. Hennes båda bröst markeras av stora spindelvävstatueringar.
Uppmärksamheten som Bonnie Rotten fick, och den plats inom "alt-porn"-genren som hennes framtoning gav henne, sägs ha bidragit till den ökade acceptansen för tatueringar hos porrskådespelare. 2017–2018 drev hon tatueringsbutiken Bonnie Rotten's Best Kept Secret, tillsammans med Gentle Jay från programmet Ink Masters; butiken var belägen i Brooklyn i New York.

## Privatliv
Alaina James talar varmt om sina farföräldrars uppfostran av henne. Hon var 2014–2016 gift med Dennis DeSantis, musiker och producent/agent verksam inom porrbranschen som hon mötte i samband med sin första resa till Las Vegas 2012. Hösten 2015 fick hon en dotter. Efter barnets födelse aviserade hon att hon skulle dra sig tillbaka från porrbranschen, även om hon från och till fortsatte med inspelningar fram till 2020.
Hösten 2021 inledde hon en relation med TV-personligheten och entreprenören Jesse James och de förlovade sig i april 2022 samt gifte sig 25 juni samma år. Detta var hennes andra och hans femte äktenskap; Jesse James har tidigare bland annat varit gift med Janine Lindemulder och Sandra Bullock.